# Col de Portet-d’Aspet
Der Col de Portet-d’Aspet ist ein 1069 Meter hoher Gebirgspass in den französischen Pyrenäen. Er befindet sich im Département Haute-Garonne in der Region Okzitanien. Er liegt in der Gemeinde Portet-d’Aspet und trennt die Täler der Flüsse Ger (westlich) und Bouigane (östlich). Der Col ist Teil des Massives um den Pic de Paloumère. Über den Pass führt die Departementsstraße D 618, welche die Ortschaften Aspet und Audressein (Ariège) verbindet.
Der Pass gelangte aufgrund des tödlichen Sturzes des Italieners Fabio Casartelli bei der Tour de France 1995 zu größerer Bekanntheit.

## Auffahrten
Die Westauffahrt beginnt in Aspet und weist auf einer Länge von 9,7 Kilometern eine durchschnittliche Steigung von 5,6 % auf. Die ersten rund fünf Kilometer führen bei geringen Steigungsprozenten entlang des Ger durch die Gemeinde Sengouagnet, ehe die Pont de l'Oule erreicht wird. Nun beginnt die Straße deutlich anzusteigen und führt auf den letzten 4,4 Kilometern im Schnitt mit etwa 9 % auf die Passhöhe. Rund 4 Kilometer vor dem höchsten Punkt wird das Denkmal von Fabio Casartelli passiert.
Die Ostauffahrt hat ihren Ausgangspunkt in Audressein. Sie ist 18,4 Kilometer lang und weist eine durchschnittliche Steigung von 2,9 % auf, wobei die ersten 12,5 Kilometer nahezu flach entlang der Bouigane nach Saint-Lary führen. Auf den ersten flachen Kilometern werden die Gemeinden Argein, Aucazein, Illartein, Orgibet und Augirein durchfahren. Die letzten fünf Kilometer weisen eine durchschnittliche Steigung von 7,3 % auf, wobei insbesondere die letzten zwei Kilometer ab Portet-d’Aspet mit rund 9 % den anspruchsvollsten Abschnitt darstellen.

## Tour de France
Der Col de Portet-d’Aspet wurde von der Tour de France erstmals im Jahr 1910 im Rahmen der 9. Etappe überquert, als die Frankreich-Rundfahrt zum ersten Mal in die Pyrenäen führte. Nach dem Col de Portel und Col de Port stellte er auf dem 289 Kilometer langen Abschnitt zwischen Perpignan und Bagnères-de-Luchon den dritten Anstieg des Tages dar, ehe die Strecke im Finale über den Col des Ares führte. Mit Octave Lapize kam ein Franzose als erster Fahrer auf der Passhöhe an. Bis ins Jahr 1912 blieb die Ostauffahrt ein Fixpunkt des Etappenrennens, ehe die Grand Boucle (Große Schleife) im Jahr 1913 erstmals gegen den Uhrzeigersinn bestritten wurde. Nun wurde erstmals auch die Westauffahrt befahren. Nach dem Ersten Weltkrieg, der in den Jahren 1914–1918 für eine Unterbrechung der Frankreich-Rundfahrt sorgte, kehrte der Col de Portet-d’Aspet im Jahr 1919 bei der ersten Austragung nach den Kriegsjahren zurück. Im Anschluss wurde er weiterhin jährlich befahren und fand ab dem Jahr 1933 Berücksichtigung für die neu gebildete Bergwertung, bei der Punkte für die ersten Fahrer auf der Passhöhe vergeben wurden. Bei der Tour de France 1939 schien der Col de Portet-d’Aspet erstmals nicht im Programm der Frankreich-Rundfahrt aufschien. Zwischen 1940 und 1946 sorgte der Zweite Weltkrieg erneut für eine Absage der Tour de France.
Nach dem Zweiten Weltkrieg teilte die Organisation der Tour de France die Bergwertungen in zwei Kategorien auf, wobei die Ostauffahrt jener der 2. Kategorie zugeordnet wurde, bei der weniger Punkte vergeben wurden. Nach einer kurzen Abwesenheit kehrte der Col de Portet-d’Aspet im Jahr 1951 ins Programm der Frankreich-Rundfahrt zurück. Die diesmal befahrene Westauffahrt wurde zunächst der mittlerweile eingeführten Bergwertung der 3. Kategorie zugeordnet, ehe sie im Jahr 1956 ebenfalls als Anstieg der 2. Kategorie galt. Im Gegenzug wurde die Westauffahrt im Jahr darauf einmalig als Anstieg der 3. Kategorie bewertet. In den Jahren 1967, 1969, 1971 und 1973 wurde der Col de Portet-d’Aspet in Kombination mit dem höheren Col de Menté und Col du Portillon befahren, wobei die Ostauffahrt erneut als Bergwertung der 3. Kategorie galt. Bei der Tour de France 1973 stürzte Raymond Poulidor in der Abfahrt und musste das Rennen aufgeben. Zu diesem Zeitpunkt lag er als Gesamtachter jedoch bereits fast eine halbe Stunde zurück. Nach mehreren Jahren Abwesenheit kehrte der Col de Portet-d’Aspet bei der Tour de France 1984 zurück, wobei die Westauffahrt einmalig als Bergwertung der 1. Kategorie bewertet wurde. Nach dem Jahr 1988 wurde der Pass für längere Zeit wieder aus dem Programm genommen.

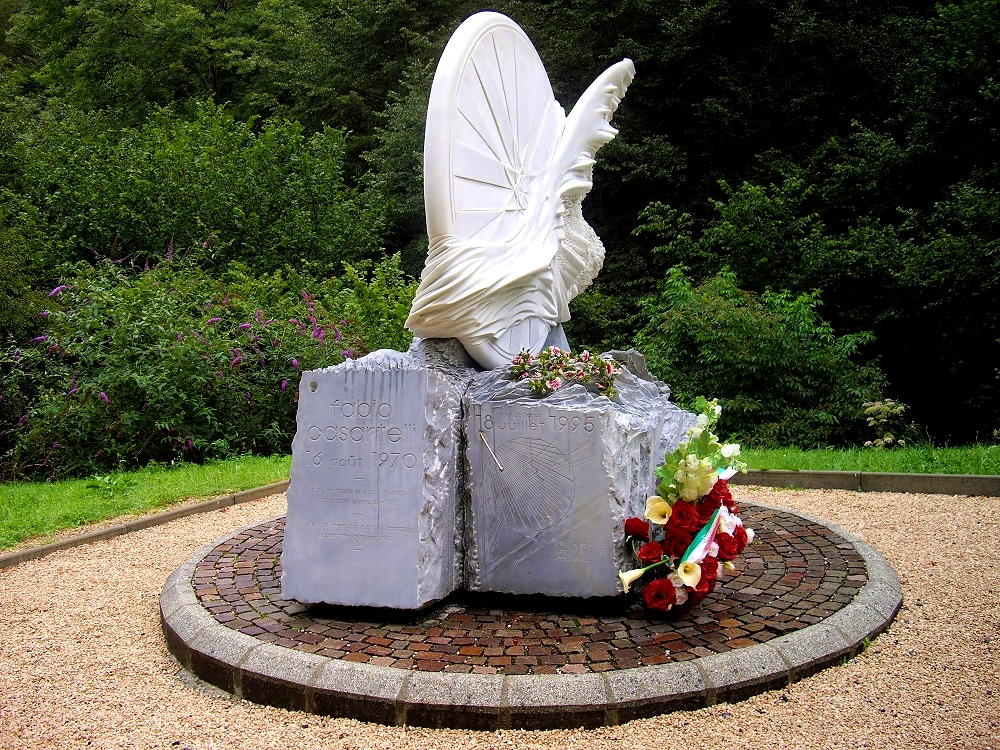
Denkmal von Fabio Casartelli

1995 war Fabio Casartelli auf der Westabfahrt in einen Sturz einer sechsköpfigen Ausreißergruppe verwickelt und zog sich schwere Kopfverletzungen zu. Trotz einer zunächst erfolgreichen Reanimation erlag Casartelli Stunden später im Krankenhaus seinen Verletzungen. Zu seinen Ehren befinden sich an der Unfallstelle eine Gedenktafel und etwas oberhalb davon eine Stele. Wie man auf Bildern vom Zeitpunkt des Unfalls sieht, war die Straße damals durch einzelne scharfkantige Steine gesichert. Inzwischen wurde stattdessen eine durchgehende und von scharfen Kanten freie Mauer errichtet. Trotz des tödlichen Unfalls stand der Col de Portet-d’Aspet seither 15 weitere Male im Programm der Frankreich-Rundfahrt und gilt von beiden Seiten als Bergwertung der 2. Kategorie. Im Jahr 2018 stürzte mit Philippe Gilbert ein weiterer Fahrer auf der Westabfahrt, nachdem er über die Passhöhe geführt hatte. Der Belgier versteuerte sich in einer Linkskurve und fiel einen steilen Abhang hinunter, konnte jedoch rasch geborgen werden und beendete die Etappe mit einer gebrochenen Kniescheibe. Eine weitere Überquerung fand im Jahr 2021 im Rahmen der 16. Etappe statt.

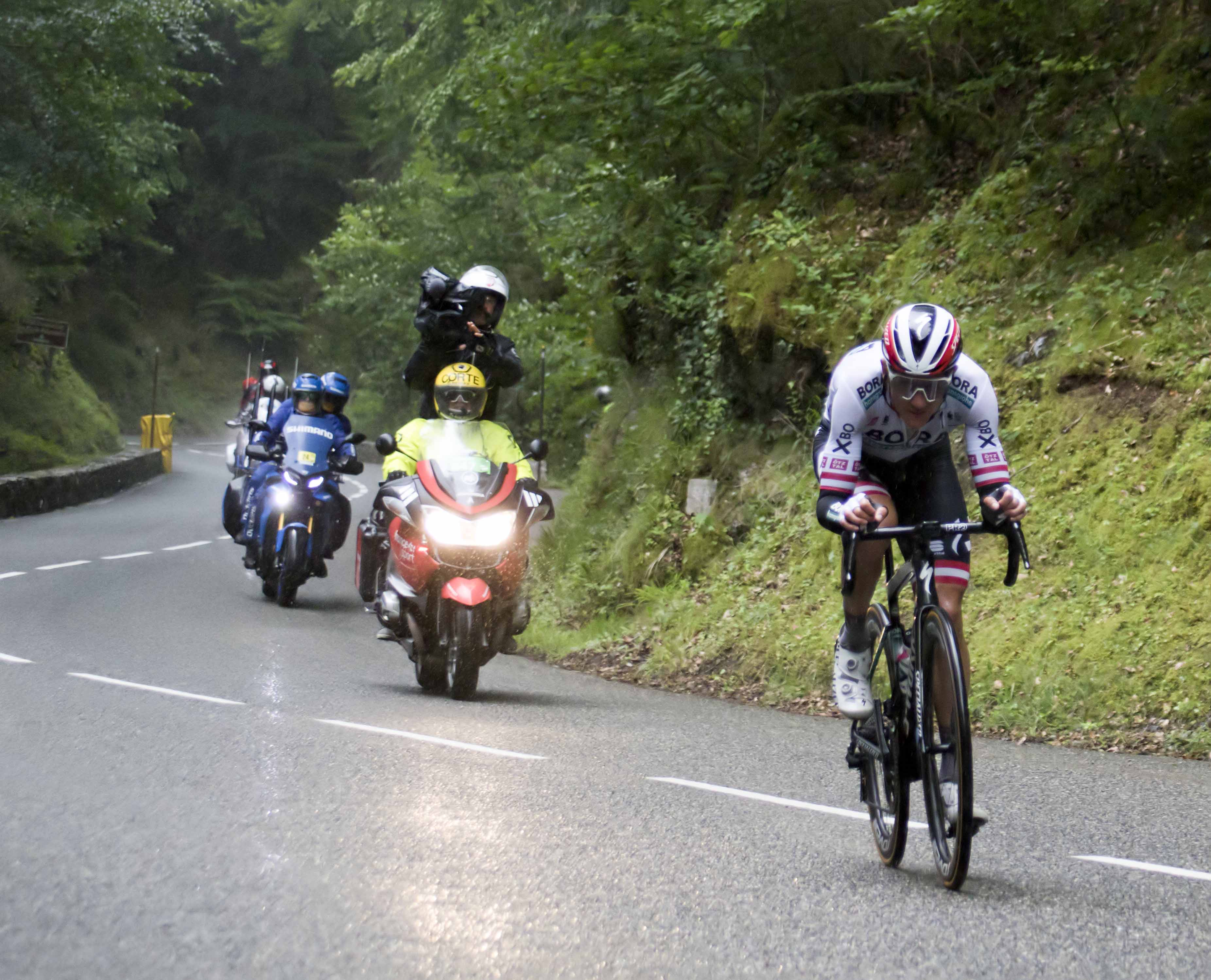
Patrick Konrad in der Abfahrt des Col de Portet d’Aspet (Tour de France 2021)

Zuletzt kehrte die Tour de France im Jahr 2024 auf der 15. Etappe auf den Col de Portet-d’Aspet zurück. Die Westauffahrt des Passes wurde nach dem Col de Peyresourde und Col de Mentè befahren, ehe die Strecke über den Col d’Agnes und den nicht-kategorisierten Port de Lers aufs Plateau de Beille führte.